# Fállejávri
Fállejávri eller Fällijävri är en sjö i Finland. Den ligger i kommunen Utsjoki i landskapet Lappland, i den norra delen av landet, 1 100 km norr om huvudstaden Helsingfors. Fállejávri ligger 287,2 meter över havet. Arean är 1,13 kvadratkilometer och strandlinjen är 10,77 kilometer lång. Sjön  ingår i Tana älvs huvudavrinningsområde.   Omgivningarna runt Fállejávri är i huvudsak ett öppet busklandskap.